# Гусейн Рази
Гусейн Рази (азерб. Hüseyn Razi) — азербайджанский поэт, драматург, общественный деятель. Заслуженный деятель Нахичеванской АР (1981) и Азербайджанской ССР (1984).

## Биография
Гусейн Рази родился 17 октября 1924 года в Ордубадском районе Нахичевани. После окончания ордубадской педагогической школы работал учителем в селе Аразин Джульфинского района.
В 1943 году был призван в Советскую армию, участвовал в Великой Отетечественной войне в боях за освобождении городов Орёл, Брянск, Курск, был ранен. После выздоровления окончил школу подготовки младших авиационных специалистов, во втором Прибалтийском фронте служил в отдельном авиационном полке дальней разведки, в 1945 году был демобилизован.
В 1959 году окончил филологический факультет Азербайджанского государственного университета имени С. М. Кирова.
После войны работал учителем в восьмилетней школе, директором сельского клуба, редактором на Нахичеванском радио, литературным работником газеты «Шарг гапысы», специальным корреспондентом Азербайджанского телеграфного агентства в Нахичеванской АР.
С 1962 по 1989 года работал заведующим отдела Литературы и Искусства газеты «Шарг гапысы».
Первые стихи Гусейна Рази были напечатаны в газете «Шарг гапысы» и журнале «Революция и культура». Наряду с поэтическим творчеством также занимался стихотворным переводом с русского языка, перевел стихи М. Исаковского, Л. Мартынова, С. Михалкова, С. Шипачева, О. Щетинского, Р. Гамзатова, Р. Бабаджана, А. Барто.
Стихотворения Г. Рази переведены на турецкий, татарский, фарси, французский и русский языки. Пьесы Г. Рази «Одлу дийар» («Огненная земля»), «Тарла гозяли» («Красавица полей»), «Солнце» и другие были поставлены в театрах.
Скончался 27 февраля 1998 года, похоронен в Нахичевани.